# Десантно-штурмові війська Казахстану
Десантно-штурмові війська Казахстану (каз. Десанттық-шабуылдау әскерлері; рос. Воздушно-десантные войска Казахстана) — у минулому — рід сил Сухопутних військ Казахстану, зараз входить до стратегічного резерву Верховного Головнокомандування. У 2000—2017 роках називалися «аеромобільними військами».

## Командувачі
- Валі Еламанов (жовтень 2001 — січень 2002)
- Сакен Жасузаков (січень 2002 — 15 вересня 2003)
- Мурат Майкєєв (15 вересня 2003 — 28 червня 2009)
- Аділбек Алдабергенов (28 червня 2009 — 13 лютого 2013)
- Давлет Оспанов (13 лютого 2013 — 15 жовтня 2015)
- Алмаз Джумакєєв (15 жовтня 2015 — 18 квітня 2018)
- Кайдар Каракулов (18 квітня 2018 — 5 травня 2019)
- Каниш Абубакіров (з 5 травня 2019)

## Структура
- 35-та десантно-штурмова бригада, Конаєв
- 36-та десантно-штурмова бригада, Астана
- 37-ма десантно-штурмова бригада, Талдикорган
- 38-ма десантно-штурмова бригада (миротворча[5]), Алмати
- 9-та механізована бригада, Жаркент
- 43-тя танкова бригада, Сариозек
- 44-та артилерійська бригада, Сариозек
- 107-ма бригада зв'язку, Боралдай
- 106-й окремий розвідувальний полк, Талдикорган
- окремий батальйон РХБЗ, Конаєв
- тренувальний центр парашутистів, Караганда